# Kickin’ it Up
| Оценки критиков      | Оценки критиков |
| Источник             | Оценка          |
| -------------------- | --------------- |
| Allmusic             | [ 1 ]           |
| Entertainment Weekly | (B)             |
| New Country          | [ 3 ]           |

Kickin' it Up — второй студийный альбом американского кантри-певца Джона Майкла Монтгомери, вышедший 25 января 1994 года на лейбле Atlantic Records. Продюсерами были Скотт Хендрикс и John Kunz. Диск возглавил кантри-чарт Top Country Albums и основной мультижанровый хит-парад Billboard 200.
Лид-сингл с этого альбома песня «I Swear» была названа Лучшей кантри-песней 1994 года в США (Billboard Year-End Hot Country Singles № 1) и получила несколько наград, включая Grammy Awards.

## Об альбоме
19 февраля 1994 года альбом возглавил американский хит-парад Billboard 200. Четыре песни с него вышли в качестве синглов: «I Swear», «Rope the Moon», «Be My Baby Tonight» и «If You've Got Love». Три из них достигли первого места в кантри-чарте Billboard Hot Country Singles & Tracks, в то время как «Rope the Moon» был на 4-м месте. «Be My Baby Tonight» и «I Swear» стали кроссоверами и попали в общий мультижанровый сингловый хит-парад Hot 100, достигнув в нём 73-го и 42-го места, соответственно. Песня «I Swear» была позднее перезаписана в виде кавера поп-группой All-4-One и стала ми ровым хит ом в поп-чартах многих стран.
Альбом получил положительные отзывы музыкальных критиков и интернет-изданий, например от Allmusic и New Country.

## Список композиций
1. «Be My Baby Tonight» (Richard Fagan, Ed Hill) — 2:50
2. «Full-Time Love» (Carson Chamberlain, Zack Turner) — 2:53
3. «I Swear» (Gary Baker, Frank J. Myers) — 4:22
4. «She Don’t Need a Band to Dance» (Randy Archer, Freddy Weller) — 3:21
5. «All In My Heart» (Mike Geiger, Woody Mullis) — 3:46
6. «Friday at Five» (Jimmy Stewart, George Teren) — 2:41
7. «Rope the Moon» (Aggie Brown, Jess Brown, Jimmy Denton) — 4:06
8. «If You've Got Love» (Mark D. Sanders, Steve Seskin) — 3:54
9. «Oh How She Shines» (Pat Bunch, Doug Johnson) — 3:14
10. «Kick It Up» (Andy Byrd, Jim Robinson) — 3:17

## Позиции в чартах и сертификации
| Чарт (1994)                  | Высшая позиция |
| ---------------------------- | -------------- |
| Billboard Top Country Albums | 1              |
| Billboard 200                | 1              |
| Canadian RPM Country Albums  | 1              |
| Canadian RPM Top Albums      | 23             |

| Регион     | Сертификаты   |
| ---------- | ------------- |
| США (RIAA) | 4× Платиновый |